# Toba (empereur)
Pour les articles homonymes, voir Toba.
 (janvier 2019).
Si vous disposez d'ouvrages ou d'articles de référence ou si vous connaissez des sites web de qualité traitant du thème abordé ici, merci de compléter l'article en donnant les références utiles à sa vérifiabilité et en les liant à la section « Notes et références ».
L'empereur Toba (鳥羽天皇, Toba Tennō, 24 février 1103 – 20 juillet 1156) est le 74e empereur du Japon, selon l'ordre traditionnel de la succession. Il règne nominalement de 1107 à 1123, le pouvoir étant dans les faits exercé par son grand-père, l'empereur retiré Shirakawa. À la mort de ce dernier en 1129, Toba devient aussi empereur retiré. Son nom personnel est prince Munehito (宗仁). Sa consort est l'impératrice Fujiwara no Nariko.

## Généalogie
Toba était le fils de l'empereur Horikawa. Il laissa de nombreux enfants, parmi lesquels les futurs empereurs Sutoku, Konoe et Go-Shirakawa.

### Impératrices et descendance
- Fujiwara no Tamako, née en 1101, fille de Fujiwara no Kinzane et de Fujiwara no Koshi (Mitsuko), fille de Fujiwara no Takakata ; fille adoptive de l'empereur Shirakawa ; mariée 1117 ; princesse (chūgū) 1118 ; titrée Taikemmon'In 1124 ; morte en 1145 ; dont il eut :
  - Premier fils : Prince Akihito, né en 1119 (empereur Sutoku).
  - première fille : Princesse Kishi (1122 - 1133)
  - second fils : Prince Michihito (1124-1129)
  - troisième fils : Prince Kimihito (1125-1143)
  - seconde fille : Princesse Toshi (1126 - 2 IX 1189) ; créée princesse impériale 5 IX 1126 ; princesse vestale de Kamo de 1127 à 1132 ; titrée impératrice honorifique (kogo) 5 III 1158 ; titrée Josaimon In 4 III 1159 ; nonne Shinnyori 26 III 1160
  - quatrième fils : Prince Masahito, né en 1129 (empereur Go-Shirakawa)
  - cinquième fils : Prince Motohito(1129 - 1169) ; moine bouddhiste ; prince impérial moine (Ho shinno) Kakusho ; chef du temple Ninnaji

- Fujiwara no Taishi (Yasuko), née en 1095 ; fille de Fujiwara no Tadazane et de Minamoto no Shishi ; entrée au palais 1 VIII 1133 ; assimilée aux impératrices le 28 III 1134 ;   impératrice (kōgō) 15 IV 1134 ; titrée Kayano-in 24 VIII ; nonne Shojori 10 VI 1141 ; titrée Kayano'in ; morte 10 I 1156.

- Fujiwara no Tokushi (Tokuko), née en 1117, fille de Fujiwara no Nagazane ; entrée au palais 1134 ; élevée au 3e rang 21 V 1136 ; épouse impériale (nyogo) 21 IX 1139 ;  impératrice (kōgō) 25 I 1142 ; titrée Bifukumon In 6 IX 1149 ; impératrice douairière en 1156 ;  morte 12 XII 1160 ; dont il eut :
  - quatrième fille : Princesse Eishi ° 8  I (1136- 19 I 1149)
  - cinquième fille : Princesse Shoshi ° 29 IV (1137- 6 VIII 1211) ; princesse impériale le 19 IV 1138 ; titrée Hachijo-In 3 I 1162
  - huitième fils : Prince Narihito, né en 1139 (empereur Konoe)

- Une fille de Fujiwara no Iemasa et d’une fille de Fujiwara Akitaka, ° 1105 ; dame d’honneur de Taikenmon-In ; surnommée Sanjo no Tsubone ; tuée 12 XII  1138 ; mère de :
  - Troisième fille : Princesse Kenshi ° (1130) ; princesse vestale d’Ise 1142-1151 ; + 1160

- Une fille du bonze Kosho et d’une fille du hogen Kakushin, ° (1105) surnommée Mino no tsubone ; dame du palais ; + après 1141 ; mère de :
  - sixième fils : Prince Michie ° 1132 + 1168 ; moine bouddhiste Doe
  - septième fils : Prince Kakukai ° 1134 + 1181 ; moine bouddhiste
  - sixième fille : Princesse, surnommée Aya Gozen, nonne au Sorin-ji
  - septième fille : Princesse Shushi(1141-1176) ; appelée d'abord Jushi ; créée princesse impériale le 27 IX 1154 sous le nom de Shushi ; adoptée par Bifukumon-In ; entrée au palais 27 mars 1156 ; impératrice (chūgū) de l'empereur Nijō 12 III 1159 ; nonne Jissokaku 20 IX 1160 ; titrée Takamatsu-In 20 II 1162

- Une fille adoptive de Fujiwara no Saneyoshi, surnommée Kasuga no kimi, dame d’honneur ; mère de
  - huitième fille : Princesse Shoshi(1145-1208) ; princesse vestale de Kamo ; surnommée Itsutsuji no Sai-In

## Biographie
À la mort de sa mère, Toba est pris en charge et élevé par son grand-père l'empereur retiré Shirakawa. À l'âge de quatre ans, il est intronisé empereur à la mort de son père Horikawa, les affaires du gouvernement restant contrôlées par son grand-père. Le Gukanshō loue le caractère de l'enfant Souverain : 
« Cela dit, il avait la personnalité (de son oncle) Fujiwara no Kinzane (藤原公実), caractérisée par l'étude de la Civilisation Chinoise, et marchait dans les pas de (son ancêtre) Sugawara no Michizane, mais Toba avait davantage le Yamato-Damashii (l'âme du Japon) que tous deux. »
En 1123, son grand père le force à abdiquer en faveur de son fils Sutoku. Toba est alors âgé de 21 ans. 
À la mort de Shirakawa en 1129, Toba devient lui-même empereur retiré, exerçant le pouvoir au travers du règne de trois empereurs successifs, Sutoku, Konoe et Go-Shirakawa. En 1142, Toba devient moine au temple du Tōdai-ji sous le nom de Kūkaku et prend le titre de Daijō-Tennō. La même année, il force Sutoku à se retirer du trône au profit de Konoe, alors âgé de deux ans seulement, ce qui sera plus tard une des causes de la rébellion de Hōgen qui éclate à sa mort en 1156. Toba est enterré en Anrakuju-in.

## Ères de son règne
- Ère Kajō
- Ère Tennin
- Ère Ten'ei
- Ère Eikyū
- Ère Gen'ei
- Ère Hōan